# Kelly Rulon
Kelly Kristen Rulon (16 de agosto de 1984 en Point Loma, California) es una jugadora estadounidense de waterpolo. Ganó una medalla de oro con los Estados Unidos en los Juegos Olímpicos de Verano de 2012 en la competencia de waterpolo. También es medallista de bronce en los Juegos Olímpicos de verano de 2004.

## Secundaria y Universidad
En 2007, Rulon fue nombrada ganadora del Premio Peter J. Cutino, que se otorga al jugador universitario del año en waterpolo. Se unió a UCLA Bruins, junto a Coralie Simmons (2001), Natalie Golda (2005) y Courtney Mathewson (2008), como las cuatro ganadoras del Premio Peter J. Cutino de UCLA, todas entrenadas por Adam Krikorian.

## Internacional
Rulon recibió los honores de MVP en los Juegos Olímpicos de 1999 y fue cinco veces Primer Equipo All-American de los Juegos Olímpicos Junior. Jugó en el Campeonato Panamericano Junior de 2002, donde fue la máxima anotadora del torneo. En 2004, Rulon se mudó para jugar en los Juegos Olímpicos de Verano en Atenas, Grecia. Marcó cuatro goles en los Juegos Olímpicos, incluido el gol de la victoria contra Hungría en el juego de apertura. El equipo femenino estadounidense ganó la medalla de bronce al derrotar a Australia. Después de la temporada universitaria de 2005, Rulon jugó para el equipo nacional de los Estados Unidos donde obtuvo una medalla de plata en el Campeonato Mundial FINA 2005 en Canadá.